# Альтмеркіше-Віше
Альтмеркіше-Віше (нім. Altmärkische Wische) — громада в Німеччині, розташована в землі Саксонія-Ангальт. Входить до складу району Штендаль. Складова частина об'єднаної громади Зеегаузен.

## Географія
Площа — 67,09 км2. Райони муніципалітету розташовані на південь і південний схід від Зехаузена.
Населення становить 840 ос. (станом на 31 грудня 2021).

## Адміністративний поділ
У муніципалітеті є чотири райони з меншими поселеннями:
1. Фалькенберг з Бізегофом (нім. Falkenberg, Biesehof) і Віппергоф (нім. Wipperhof). 
 Маєток Шіндельгофе (нім. Schindelhöfe) купила родина Віппер (нім. Wipper) у 1907 році і він почав називатися Віппергоф.
2. Ліхтерфельде з Ферхліппом (нім. Lichterfelde, Ferchlipp)
3. Нойкірхен (Альтмарк) з Шварцгофом (нім. Neukirchen (Altmark), Schwarzhof)
4. Вендемарк (нім. Wendemark з Бурхардсгофом, Баттергофом, Делькергофом, Елендгофом, Енгельсгофом, новим Гольдбеком, Парісхофом, Роггегофом, Візенгофом і Велмерстіфтом (нім. Burchardshof, Butterhof, Delkerhof, Elendhof, Engelshof, Neu Goldbeck, Parishof, Roggehof, Wiesenhof, Wöllmerstift)